# Ononis angustissima
Espèce
Ononis angustissima est une espèce de plantes à fleurs de la famille des Fabaceae endémique de la Tunisie.

## Liste des sous-espèces et variétés
Selon NCBI (4 octobre 2013) :
- sous-espèce Ononis angustissima subsp. angustissima
- sous-espèce Ononis angustissima subsp. longifolia

Selon Tropicos (4 octobre 2013) (Attention liste brute contenant possiblement des synonymes) :
- sous-espèce Ononis angustissima subsp. longifolia (Broussonet ex Willd.) Forther & Podl.
- variété Ononis angustissima var. angustissima
- variété Ononis angustissima var. ulicina Webb & Berthel.